# Atyoida bisulcata
Atyoida bisulcata е вид ракообразно от семейство Atyidae. Видът е почти застрашен от изчезване.

## Разпространение
Разпространен е в САЩ (Хавайски острови).